# Zenebework
La princesse Zenebework, également connue sous le nom de Zeneba Worq (née le 25 juillet 1917 et morte le 24 mars 1934), est une princesse éthiopienne de la dynastie salomonide. 

## Biographie
La princesse Zenebework est la deuxième fille de l'empereur Haïlé Selassié d'Ethiopie et de son épouse, l'impératrice Menen Asfaw.
Le 15 juin 1932, la princesse Zenebework épouse le prince héritier de Tigray oriental, Dejazmach Haïlé Sélassié Gugsa, arrière-petit-fils de l'empereur Yohannes IV. Elle n'a pas encore 15 ans lorsque l'union est célébrée à Addis-Abeba afin notamment de sceller une alliance dynastique qui comprend également le mariage de son frère, le prince héritier Asfaw Wossen avec la princesse Wolete Israel Seyoum, la fille de Seyoum Mengesha. L'ouest du Tigré est à cette époque gouverné par Seyoum Mengesha, le fils de Mengesha Yohannes, un autre héritier de l'empereur Yohannes.
Son mariage a renforcé les liens entre la branche régnante Shewa de la dynastie impériale et les deux camps rivaux de la branche tigréenne de la dynastie. Le mariage entre la princesse Zenebework et Dejazmach Haïlé Sélassié n'est cependant manifestement pas heureux, et la princesse se plaint d'un mauvais traitement.

### Fin de vie
La princesse Zenebework meurt subitement en 1934. En apprenant sa mort, l'empereur, désemparé, ordonne que son corps soit immédiatement transporté par avion depuis Mekele et amené à Addis-Abeba pour l'enterrement. Les raisons de la mort subite de la princesse ne sont pas claires, mais le mauvais traitement que lui aurait fait subir son mari et sa famille pourraient en être l'origine. Les plaintes constantes de la princesse Zenebework et son décès détériorèrent encore plus la relation entre l'empereur et son gendre.
La princesse Zenebework est enterrée dans la crypte de la famille impériale sous la cathédrale de la Sainte-Trinité à Addis-Abeba. Un hôpital de la ville est fondé en sa mémoire.

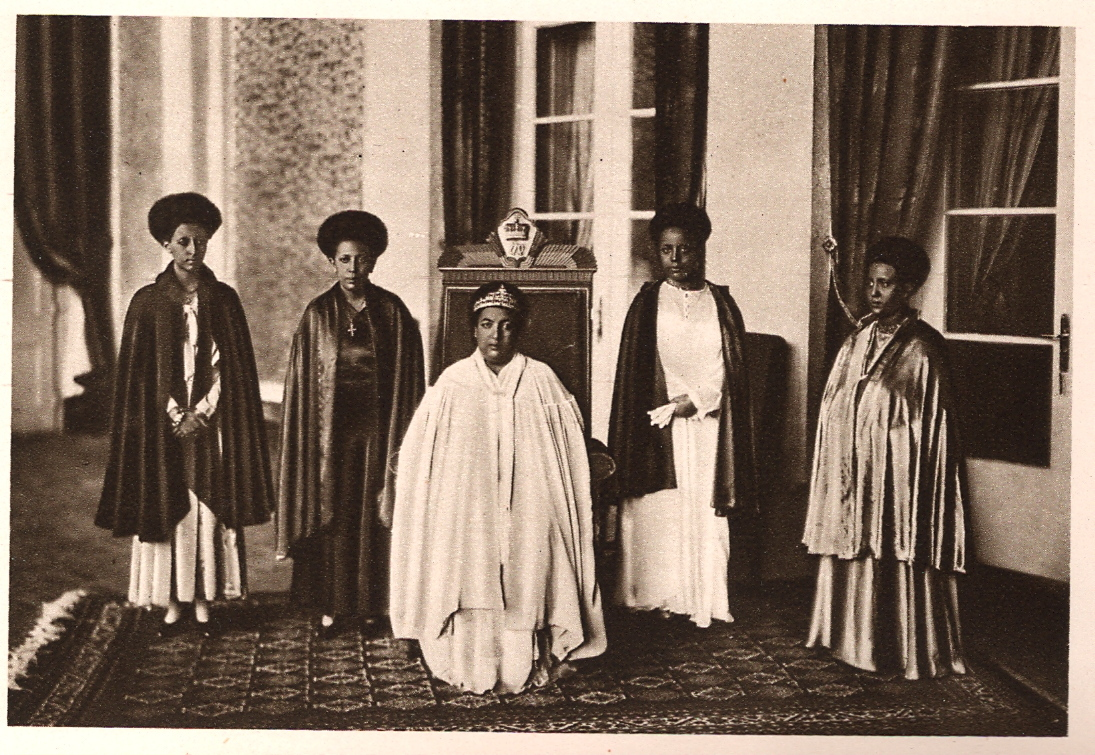
L'impératrice Menen Asfaw assise au centre. Debout de gauche à droite, les princesses Tsehai, Tenagnework et Zenebework, ses filles, et à l'extrême droite la princesse Wolete Israel Seyoum, sa belle-fille.

## Distinctions
- Dame Grand Cordon de l'Ordre de la reine de Saba (1930).
- Médaille du couronnement impérial (1930).